# Oniscus ancarensis
Oniscus ancarensis es una especie de crustáceo isópodo terrestre de la familia Oniscidae.

## Distribución geográfica
Son endémicos del noroeste de la España peninsular.